# Hrobka Valdštejnů (Doksy)
Hrobka Valdštejnů, také hrobka Waldsteinů nebo Waldstein-Wartenbergů, případně Valdštejnská či Waldsteinská hrobka je komplex novobarokní pohřební Valdštejnské (Waldsteinské) kaple a přiléhajícího pohřebiště hraběcího rodu Waldstein-Wartenbergů z let 1932–1933. Nachází se v severní části hřbitova v Doksech v okrese Česká Lípa. Na ohrazeném rodinném hřbitově vedle kaple bylo pohřbeno šest osob. Poslední pohřeb se konal v roce 2022. Kaple je v majetku města Doksy a je využívána jako obřadní síň.

## Historie

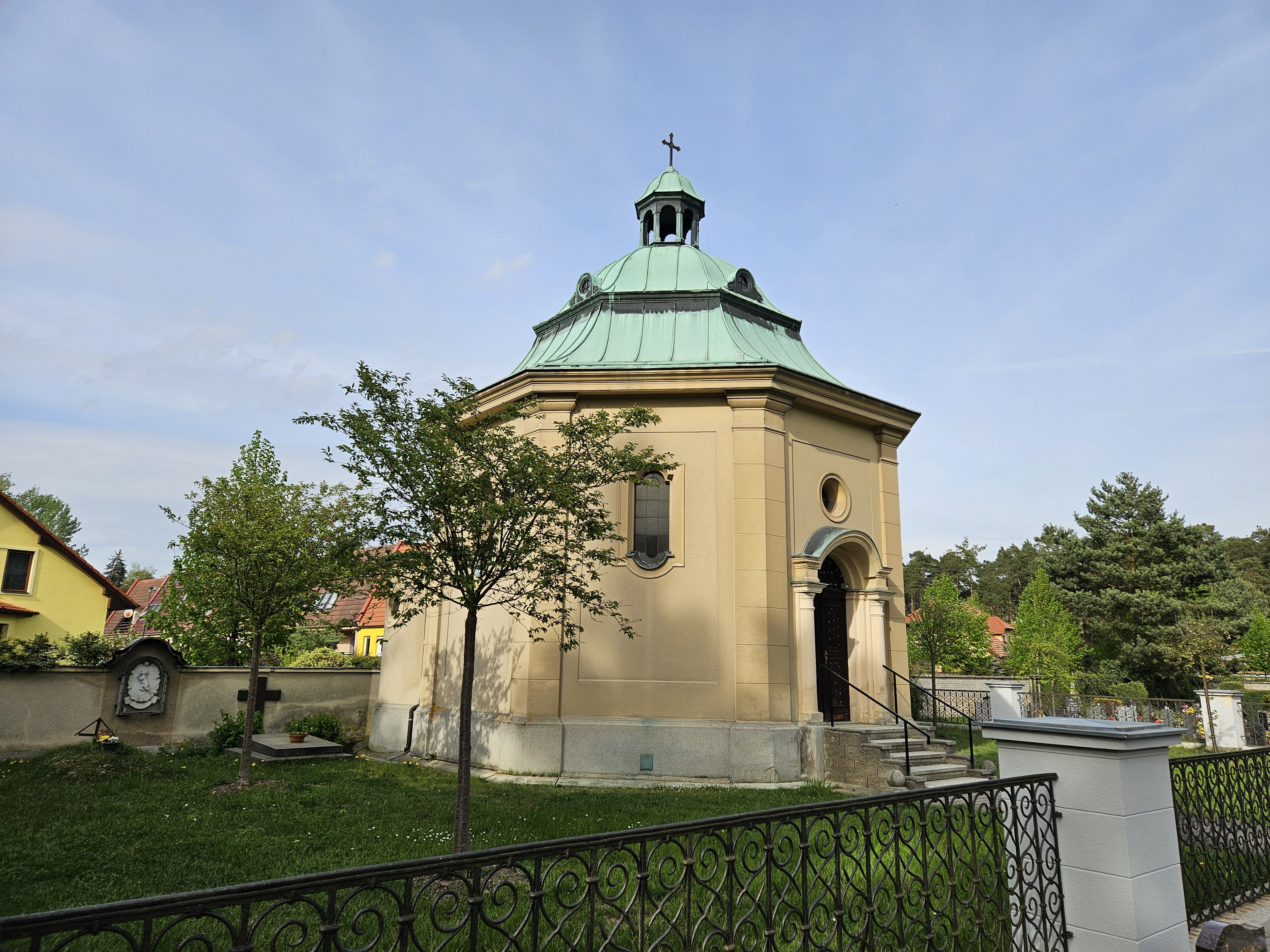
Hřbitovní kaple a hroby Waldstein-Wartenbergů

Doksy se dostaly do majetku Waldsteinů v roce 1680, kdy je Arnošt Josef z Waldsteinu (1654–1708) koupil od vdovy po irském plukovníkovi Waltru Butlerovi († 1634), který byl jedním z vrahů vojevůdce Albrechta z Valdštejna (Waldsteinu) (1583–1634). V majetku Waldsteinů, resp. Waldstein-Wartenbergů zůstal statek až do roku 1945.
Rodinnou hrobku nechal postavit Karl Ernst Waldstein-Wartenberg (1897–1985). Návrh pohřební osmiboké kaple v novobarokním stylu vytvořil norimberský architekt Jakob Schmeissner (1874–1955), který také pracoval pro severočeské textilní velkoprůmyslníky Liebiegy v Liberci. Realizace stavby byla zadána pražské stavební firmě Pohl & Kutsche, která ji provedla v letech 1932–1933.

## Seznam pohřbených
V kryptě pod kaplí nakonec nikdo nebyl pohřben. Na přilehlém rodinném hřbitově bylo pohřbeno šest osob. Ve 20. století bývali Waldstein-Wartenbergové pohřbíváni také v hrobce Waldsteinů v Mnichově Hradišti a v pohřební kapli Povýšení svatého Kříže ve Šťáhlavech.

### Chronologicky podle data úmrtí
V tabulce jsou uvedeny základní informace o pohřbených. Fialově jsou vyznačeni příslušníci rodu Waldstein-Wartenbergů, žlutě jsou vyznačeny přivdané manželky, pokud zde byly pohřbeny. Červeně jsou zvýrazněny hlavy rodu a do roku 1945 majitelé statku Doksy. První písemná zmínka o předcích je už z 12. století, kdy je k roku 1159 zaznamenán komorník druhého českého krále Vladislava I. Markvart. Zde jsou však generace počítány až od Zdeňka z Waldsteinu (1260 – asi 1304). U manželek je generace v závorce a týká se generace manžela. Děti jsou vypsány v poznámce u matky. Mnichovohradišťská rodová linie, kterou založil František Arnošt z Waldsteinu (1705–1748), žije dodnes.
| Po-řadí | Gene-race | Jméno pohřbeného                                   | Datum a místo narození             | Otec                                                                                                  | Datum a místo sňatku, choť                                                                    | Pohřeb a uložení do hrobky | Poznámky |
| Po-řadí | Gene-race | Jméno pohřbeného                                   | Datum a místo úmrtí                | Matka                                                                                                 | Datum a místo sňatku, choť                                                                    | Pohřeb a uložení do hrobky | Poznámky |
| ------- | --------- | -------------------------------------------------- | ---------------------------------- | --- | --------------------------------------------------------------------------------------------- | --- | --- |
| 1.      | (20.)     | Sophie, roz. z Hoyos-Sprinzensteinu                | 14. 9. 1874 Horn                   | Arnošt z Hoyos-Sprinzensteinu 18. 6. 1830 Vídeň – 21. 8. 1903 Stichsenstein                           | 29. 4. 1895 Vídeň: Adolf Ernst Waldstein-Wartenberg (č. 2)                                    | Pohřbena 28. 3. 1922 litoměřických biskupem Josefem Grossem. | Dáma Řádu hvězdového kříže (1897) a palácová dáma, dáma Maltézského řádu. Zemřela ve věku 47 let na ochrnutí srdce (paralysis cordis). Narodily se jí následující děti: - Karl Ernst (1897–1985) - Josef Alfred (1899–1952) |
| 1.      | (20.)     | Sophie, roz. z Hoyos-Sprinzensteinu                | 24. 3. 1922 Doksy                  | Eleonora z Paaru 1. 8. 1835 Bechyně – 16. 3. 1913 Vídeň                                               | 29. 4. 1895 Vídeň: Adolf Ernst Waldstein-Wartenberg (č. 2)                                    | Pohřbena 28. 3. 1922 litoměřických biskupem Josefem Grossem. | Dáma Řádu hvězdového kříže (1897) a palácová dáma, dáma Maltézského řádu. Zemřela ve věku 47 let na ochrnutí srdce (paralysis cordis). Narodily se jí následující děti: - Karl Ernst (1897–1985) - Josef Alfred (1899–1952) |
| 2.      | 20.       | Adolf Ernst Waldstein-Wartenberg                   | 27. 12. 1868 Praha                 | Arnošt František z Waldstein-Wartenbergu 10. 10. 1821 Praha – 1. 8. 1904 Praha                        | 29. 4. 1895 Vídeň: Sophie z Hoyos-Sprinzensteinu (č. 1)                                       | Pohřben 20. 6. 1930 generálním vikářem v Litoměřicích Adolfem Šelbickým. | Hlava rodu Waldstein-Wartenberg (1913–1930), c. k. komoří (1893) a tajný rada (1917), poslanec Českého zemského sněmu (1908–1913), dědičný člen Panské sněmovny rakouské Říšské rady (1913–1918), nejvyšší dědičný kráječ Českého království (1913–1918), rytmistr husarů v záloze, čestný rytíř Maltézského řádu, majitel statků Mnichovo Hradiště a Duchcov. Zemřel ve věku 61 let na zvýšené svalové napětí (hypertonii). |
| 2.      | 20.       | Adolf Ernst Waldstein-Wartenberg                   | 17. 6. 1930 Doksy                  | Marie Leopoldina ze Schwarzenbergu 2. 11. 1833 Vídeň – 8. 2. 1909 Praha                               | 29. 4. 1895 Vídeň: Sophie z Hoyos-Sprinzensteinu (č. 1)                                       | Pohřben 20. 6. 1930 generálním vikářem v Litoměřicích Adolfem Šelbickým. | Hlava rodu Waldstein-Wartenberg (1913–1930), c. k. komoří (1893) a tajný rada (1917), poslanec Českého zemského sněmu (1908–1913), dědičný člen Panské sněmovny rakouské Říšské rady (1913–1918), nejvyšší dědičný kráječ Českého království (1913–1918), rytmistr husarů v záloze, čestný rytíř Maltézského řádu, majitel statků Mnichovo Hradiště a Duchcov. Zemřel ve věku 61 let na zvýšené svalové napětí (hypertonii). |
| 3.      | 22.       | Franz Waldstein-Wartenberg                         | 12. 9. 1934 Šťáhlavy (zámek Kozel) | Karl Ernst Waldstein-Wartenberg 31. 10. 1897 Vídeň – 4. 8. 1985 Vídeň                                 |                                                                                               | Pohřben 16. 9. 1934. | Zemřel jako kojenec ve věku dvou dnů na nevzdušnost plicní tkáně (atelektáza plic). |
| 3.      | 22.       | Franz Waldstein-Wartenberg                         | 14. 9. 1934 Šťáhlavy (zámek Kozel) | Marie Johanna, roz. Kinská 23. 2. 1900 Vídeň – 19. 1. 1976 Vídeň                                      |                                                                                               | Pohřben 16. 9. 1934. | Zemřel jako kojenec ve věku dvou dnů na nevzdušnost plicní tkáně (atelektáza plic). |
| 4.      | 20.       | Christiane Elisabeth, roz. z Waldstein-Wartenbergu | 12. 6. 1859 Doksy                  | Arnošt František z Waldstein-Wartenbergu 10. 10. 1821 Praha – 1. 8. 1904 Praha                        | 3. 3. 1878 Praha: Josef Osvald II. z Thun-Hohensteinu 14. 12. 1849 Praha – 21. 10. 1913 Vídeň | | Dáma Řádu hvězdového kříže (1882) a palácová dáma, nositelka Řádu Alžběty 1. třídy (1903), nositelka Vyznamenání za umění a vědu (1908). Narodily se jí následující děti: - 1. Josef Osvald III. (1878–1942) - 2. Adolf Maria (1880–1957; pohřben na hřbitově ve Schwaigernu) - 3. Paul (Pavel; 1884–1963) Manžel byl pohřben hrobce Thun-Hohensteinů v Klášterci nad Ohří.                                                  |
| 4.      | 20.       | Christiane Elisabeth, roz. z Waldstein-Wartenbergu | 6. 8. 1935 Doksy                   | Marie Leopoldina ze Schwarzenbergu 2. 11. 1833 Vídeň – 8. 2. 1909 Praha                               | 3. 3. 1878 Praha: Josef Osvald II. z Thun-Hohensteinu 14. 12. 1849 Praha – 21. 10. 1913 Vídeň | | Dáma Řádu hvězdového kříže (1882) a palácová dáma, nositelka Řádu Alžběty 1. třídy (1903), nositelka Vyznamenání za umění a vědu (1908). Narodily se jí následující děti: - 1. Josef Osvald III. (1878–1942) - 2. Adolf Maria (1880–1957; pohřben na hřbitově ve Schwaigernu) - 3. Paul (Pavel; 1884–1963) Manžel byl pohřben hrobce Thun-Hohensteinů v Klášterci nad Ohří.                                                  |
| 5.      | 22.       | Ernst Adolf Waldstein-Wartenberg                   | 30. 3. 1925 Doksy                  | Karl Ernst Waldstein-Wartenberg 31. 10. 1897 Vídeň – 4. 8. 1985 Vídeň                                 | 11. 11. 1954 Baden: Maria Wilhelmine, roz. Henckel (von) Donnersmarck (č. 6)                  | Poslední rozloučení se uskutečnilo v katedrále sv. Štěpána ve Vídni 31. ledna 2019. Zádušní mše se konala také v katedrále sv. Víta 17. února, celebroval ji kardinál Dominik Duka společně s bratrem zemřelého, páterem Angelem, poté byly jeho ostatky uloženy do země v Doksech. V Klagenfurtu se zádušní mše konala 24. února 2019 v katedrále sv. Petra a Pavla. | Hlava rodu Waldstein-Wartenberg (1985–2019). Dr. rer. oec., obedienční rytíř Maltézského řádu. |
| 5.      | 22.       | Ernst Adolf Waldstein-Wartenberg                   | 21. 1. 2019 Vídeň                  | Marie Johanna, roz. Kinská 23. 2. 1900 Vídeň – 19. 1. 1976 Vídeň                                      | 11. 11. 1954 Baden: Maria Wilhelmine, roz. Henckel (von) Donnersmarck (č. 6)                  | Poslední rozloučení se uskutečnilo v katedrále sv. Štěpána ve Vídni 31. ledna 2019. Zádušní mše se konala také v katedrále sv. Víta 17. února, celebroval ji kardinál Dominik Duka společně s bratrem zemřelého, páterem Angelem, poté byly jeho ostatky uloženy do země v Doksech. V Klagenfurtu se zádušní mše konala 24. února 2019 v katedrále sv. Petra a Pavla. | Hlava rodu Waldstein-Wartenberg (1985–2019). Dr. rer. oec., obedienční rytíř Maltézského řádu. |
| 6.      | (22.)     | Maria Wilhelmine, roz. Henckel (von) Donnersmarck  | 17. 11. 1929 Náklo                 | Lazarus Henckel von Donnersmarck 19. 1. 1902 Drážďany – 10. 10. 1991 Lucern                           | 11. 11. 1954 Baden: Ernst Adolf Waldstein-Wartenberg (č. 5)                                   | Rekviem se konalo 5. 3. 2022 v kostele Povýšení svatého Kříže v Bělé pod Bezdězem, mši celebroval emeritní opat Gregor Henckel von Donnersmarck z kláštera Heiligenkreuz, poté byla její rakev uložena do země na hřbitově v Doksech. | Narodily se jí následující děti: - 1. Maria Theresia (1957–1967) - 2. Carl Albrecht (* 1958) - 3. Lazarus (* 1960) |
| 6.      | (22.)     | Maria Wilhelmine, roz. Henckel (von) Donnersmarck  | 19. 1. 2022 Vídeň                  | Franziska von und zu Eltz 2. 4. 1905 Klagenfurt am Wörthersee – 17. 10. 1997 Klagenfurt am Wörthersee | 11. 11. 1954 Baden: Ernst Adolf Waldstein-Wartenberg (č. 5)                                   | Rekviem se konalo 5. 3. 2022 v kostele Povýšení svatého Kříže v Bělé pod Bezdězem, mši celebroval emeritní opat Gregor Henckel von Donnersmarck z kláštera Heiligenkreuz, poté byla její rakev uložena do země na hřbitově v Doksech. | Narodily se jí následující děti: - 1. Maria Theresia (1957–1967) - 2. Carl Albrecht (* 1958) - 3. Lazarus (* 1960) |

### Podle uložení
| Ernst Adolf Waldstein-Wartenberg 1925–2019 (č. 5)          | Franz Waldstein-Wartenberg */† 1934 (č. 3) | Adolf Ernst Waldstein-Wartenberg 1868–1930 (č. 2) | kaple vchod | Christiane Elisabeth z Waldstein-Wartenbergu, provd. z Thun-Hohenstein-Salm-Reifferscheidtu 1859–1935 (č. 4) |
| Maria Wilhelmine Henckel von Donnersmarck 1929–2022 (č. 6) | Franz Waldstein-Wartenberg */† 1934 (č. 3) | Sophie z Hoyos-Sprinzensteinu 1874–1922 (č. 1)    | kaple vchod | Christiane Elisabeth z Waldstein-Wartenbergu, provd. z Thun-Hohenstein-Salm-Reifferscheidtu 1859–1935 (č. 4) |
|                                                            |                                            |                                                   | kaple vchod | |

### Příbuzenské vztahy pohřbených
Následující schéma znázorňuje příbuzenské vztahy. Červeně orámovaní byli pohřbeni v hrobce, arabské číslice odpovídají pořadí úmrtí podle předchozí tabulky. Římské číslice představují pořadí manželky, pokud se některý mužský člen oženil více než jednou. Tučně jsou zvýrazněny hlavy rodu. Dvacátá generace je ve dvou řádcích. Vzhledem k účelu schématu se nejedná o kompletní rodokmen.
|                                                  |                                                  |                                                  |                                                  |                                                  |                                                  |  |  |                                                |                                                |                                                |                                                | Kristián Vincenc z Waldstein-Wartenbergu 1794–1858 | Kristián Vincenc z Waldstein-Wartenbergu 1794–1858 | Kristián Vincenc z Waldstein-Wartenbergu 1794–1858 | Kristián Vincenc z Waldstein-Wartenbergu 1794–1858 | Kristián Vincenc z Waldstein-Wartenbergu 1794–1858 | Kristián Vincenc z Waldstein-Wartenbergu 1794–1858 |                                                    |                                                    | Marie Františka z Thun-Hohensteinu 1793–1861       | Marie Františka z Thun-Hohensteinu 1793–1861       | Marie Františka z Thun-Hohensteinu 1793–1861 | Marie Františka z Thun-Hohensteinu 1793–1861 | Marie Františka z Thun-Hohensteinu 1793–1861     | Marie Františka z Thun-Hohensteinu 1793–1861     |                                                  |                                                  |                                                  |                                                  |                                                  |                                                  |                                                   |                                                   |                                                   |                                                   |                                                   |                                                   |                                           |                                           |                                                              |                                                              |                                                              |                                                              |                                                              |                                                              |                                                |                                                |                                                           |                                                           |                                                           |                                                           |                                                           |                                                           |                                             |                                             |                                               |                                               |                                               |                                               |                                               |                                               |                                         |                                         |                                         |                                         |
|                                                  |                                                  |                                                  |                                                  |                                                  |                                                  |  |  |                                                |                                                |                                                |                                                | Kristián Vincenc z Waldstein-Wartenbergu 1794–1858 | Kristián Vincenc z Waldstein-Wartenbergu 1794–1858 | Kristián Vincenc z Waldstein-Wartenbergu 1794–1858 | Kristián Vincenc z Waldstein-Wartenbergu 1794–1858 | Kristián Vincenc z Waldstein-Wartenbergu 1794–1858 | Kristián Vincenc z Waldstein-Wartenbergu 1794–1858 |                                                    |                                                    | Marie Františka z Thun-Hohensteinu 1793–1861       | Marie Františka z Thun-Hohensteinu 1793–1861       | Marie Františka z Thun-Hohensteinu 1793–1861 | Marie Františka z Thun-Hohensteinu 1793–1861 | Marie Františka z Thun-Hohensteinu 1793–1861     | Marie Františka z Thun-Hohensteinu 1793–1861     |                                                  |                                                  |                                                  |                                                  |                                                  |                                                  |                                                   |                                                   |                                                   |                                                   |                                                   |                                                   |                                           |                                           |                                                              |                                                              |                                                              |                                                              |                                                              |                                                              |                                                |                                                |                                                           |                                                           |                                                           |                                                           |                                                           |                                                           |                                             |                                             |                                               |                                               |                                               |                                               |                                               |                                               |                                         |                                         |                                         |                                         |
|                                                  |                                                  |                                                  |                                                  |                                                  |                                                  |  |  |                                                |                                                |                                                |                                                |                                                    |                                                    |                                                    |                                                    |                                                    |                                                    |                                                    |                                                    |                                                    |                                                    |                                              |                                              |                                                  |                                                  |                                                  |                                                  |                                                  |                                                  |                                                  |                                                  |                                                   |                                                   |                                                   |                                                   |                                                   |                                                   |                                           |                                           |                                                              |                                                              |                                                              |                                                              |                                                              |                                                              |                                                |                                                |                                                           |                                                           |                                                           |                                                           |                                                           |                                                           |                                             |                                             |                                               |                                               |                                               |                                               |                                               |                                               |                                         |                                         |                                         |                                         |
|                                                  |                                                  |                                                  |                                                  |                                                  |                                                  |  |  |                                                |                                                |                                                |                                                |                                                    |                                                    |                                                    |                                                    |                                                    |                                                    |                                                    |                                                    |                                                    |                                                    |                                              |                                              |                                                  |                                                  |                                                  |                                                  |                                                  |                                                  |                                                  |                                                  |                                                   |                                                   |                                                   |                                                   |                                                   |                                                   |                                           |                                           |                                                              |                                                              |                                                              |                                                              |                                                              |                                                              |                                                |                                                |                                                           |                                                           |                                                           |                                                           |                                                           |                                                           |                                             |                                             |                                               |                                               |                                               |                                               |                                               |                                               |                                         |                                         |                                         |                                         |
| Tekla z Waldstein-Wartenbergu 1819–1819          | Tekla z Waldstein-Wartenbergu 1819–1819          | Tekla z Waldstein-Wartenbergu 1819–1819          | Tekla z Waldstein-Wartenbergu 1819–1819          | Tekla z Waldstein-Wartenbergu 1819–1819          | Tekla z Waldstein-Wartenbergu 1819–1819          |  |  | I. Anna Marie ze Schwarzenbergu 1830–1849      | I. Anna Marie ze Schwarzenbergu 1830–1849      | I. Anna Marie ze Schwarzenbergu 1830–1849      | I. Anna Marie ze Schwarzenbergu 1830–1849      | I. Anna Marie ze Schwarzenbergu 1830–1849          | I. Anna Marie ze Schwarzenbergu 1830–1849          |                                                    |                                                    | Arnošt František z Waldstein-Wartenbergu 1821–1904 | Arnošt František z Waldstein-Wartenbergu 1821–1904 | Arnošt František z Waldstein-Wartenbergu 1821–1904 | Arnošt František z Waldstein-Wartenbergu 1821–1904 | Arnošt František z Waldstein-Wartenbergu 1821–1904 | Arnošt František z Waldstein-Wartenbergu 1821–1904 |                                              |                                              | II. Marie Leopoldina ze Schwarzenbergu 1835–1909 | II. Marie Leopoldina ze Schwarzenbergu 1835–1909 | II. Marie Leopoldina ze Schwarzenbergu 1835–1909 | II. Marie Leopoldina ze Schwarzenbergu 1835–1909 | II. Marie Leopoldina ze Schwarzenbergu 1835–1909 | II. Marie Leopoldina ze Schwarzenbergu 1835–1909 |                                                  |                                                  | Gabriela z Waldstein-Wartenbergu 1827–1890        | Gabriela z Waldstein-Wartenbergu 1827–1890        | Gabriela z Waldstein-Wartenbergu 1827–1890        | Gabriela z Waldstein-Wartenbergu 1827–1890        | Gabriela z Waldstein-Wartenbergu 1827–1890        | Gabriela z Waldstein-Wartenbergu 1827–1890        |                                           |                                           | Arthur de Rohan 1826–1885                                    | Arthur de Rohan 1826–1885                                    | Arthur de Rohan 1826–1885                                    | Arthur de Rohan 1826–1885                                    | Arthur de Rohan 1826–1885                                    | Arthur de Rohan 1826–1885                                    |                                                |                                                | Arnoštka z Waldstein-Wartenbergu 1829–1857                | Arnoštka z Waldstein-Wartenbergu 1829–1857                | Arnoštka z Waldstein-Wartenbergu 1829–1857                | Arnoštka z Waldstein-Wartenbergu 1829–1857                | Arnoštka z Waldstein-Wartenbergu 1829–1857                | Arnoštka z Waldstein-Wartenbergu 1829–1857                |                                             |                                             | Josef II. z Nostitz-Rokinitz 1821–1890        | Josef II. z Nostitz-Rokinitz 1821–1890        | Josef II. z Nostitz-Rokinitz 1821–1890        | Josef II. z Nostitz-Rokinitz 1821–1890        | Josef II. z Nostitz-Rokinitz 1821–1890        | Josef II. z Nostitz-Rokinitz 1821–1890        |                                         |                                         |                                         |                                         |
| Tekla z Waldstein-Wartenbergu 1819–1819          | Tekla z Waldstein-Wartenbergu 1819–1819          | Tekla z Waldstein-Wartenbergu 1819–1819          | Tekla z Waldstein-Wartenbergu 1819–1819          | Tekla z Waldstein-Wartenbergu 1819–1819          | Tekla z Waldstein-Wartenbergu 1819–1819          |  |  | I. Anna Marie ze Schwarzenbergu 1830–1849      | I. Anna Marie ze Schwarzenbergu 1830–1849      | I. Anna Marie ze Schwarzenbergu 1830–1849      | I. Anna Marie ze Schwarzenbergu 1830–1849      | I. Anna Marie ze Schwarzenbergu 1830–1849          | I. Anna Marie ze Schwarzenbergu 1830–1849          |                                                    |                                                    | Arnošt František z Waldstein-Wartenbergu 1821–1904 | Arnošt František z Waldstein-Wartenbergu 1821–1904 | Arnošt František z Waldstein-Wartenbergu 1821–1904 | Arnošt František z Waldstein-Wartenbergu 1821–1904 | Arnošt František z Waldstein-Wartenbergu 1821–1904 | Arnošt František z Waldstein-Wartenbergu 1821–1904 |                                              |                                              | II. Marie Leopoldina ze Schwarzenbergu 1835–1909 | II. Marie Leopoldina ze Schwarzenbergu 1835–1909 | II. Marie Leopoldina ze Schwarzenbergu 1835–1909 | II. Marie Leopoldina ze Schwarzenbergu 1835–1909 | II. Marie Leopoldina ze Schwarzenbergu 1835–1909 | II. Marie Leopoldina ze Schwarzenbergu 1835–1909 |                                                  |                                                  | Gabriela z Waldstein-Wartenbergu 1827–1890        | Gabriela z Waldstein-Wartenbergu 1827–1890        | Gabriela z Waldstein-Wartenbergu 1827–1890        | Gabriela z Waldstein-Wartenbergu 1827–1890        | Gabriela z Waldstein-Wartenbergu 1827–1890        | Gabriela z Waldstein-Wartenbergu 1827–1890        |                                           |                                           | Arthur de Rohan 1826–1885                                    | Arthur de Rohan 1826–1885                                    | Arthur de Rohan 1826–1885                                    | Arthur de Rohan 1826–1885                                    | Arthur de Rohan 1826–1885                                    | Arthur de Rohan 1826–1885                                    |                                                |                                                | Arnoštka z Waldstein-Wartenbergu 1829–1857                | Arnoštka z Waldstein-Wartenbergu 1829–1857                | Arnoštka z Waldstein-Wartenbergu 1829–1857                | Arnoštka z Waldstein-Wartenbergu 1829–1857                | Arnoštka z Waldstein-Wartenbergu 1829–1857                | Arnoštka z Waldstein-Wartenbergu 1829–1857                |                                             |                                             | Josef II. z Nostitz-Rokinitz 1821–1890        | Josef II. z Nostitz-Rokinitz 1821–1890        | Josef II. z Nostitz-Rokinitz 1821–1890        | Josef II. z Nostitz-Rokinitz 1821–1890        | Josef II. z Nostitz-Rokinitz 1821–1890        | Josef II. z Nostitz-Rokinitz 1821–1890        |                                         |                                         |                                         |                                         |
|                                                  |                                                  |                                                  |                                                  |                                                  |                                                  |  |  |                                                |                                                |                                                |                                                |                                                    |                                                    |                                                    |                                                    |                                                    |                                                    |                                                    |                                                    |                                                    |                                                    |                                              |                                              |                                                  |                                                  |                                                  |                                                  |                                                  |                                                  |                                                  |                                                  |                                                   |                                                   |                                                   |                                                   |                                                   |                                                   |                                           |                                           |                                                              |                                                              |                                                              |                                                              |                                                              |                                                              |                                                |                                                |                                                           |                                                           |                                                           |                                                           |                                                           |                                                           |                                             |                                             |                                               |                                               |                                               |                                               |                                               |                                               |                                         |                                         |                                         |                                         |
|                                                  |                                                  |                                                  |                                                  |                                                  |                                                  |  |  |                                                |                                                |                                                |                                                |                                                    |                                                    |                                                    |                                                    |                                                    |                                                    |                                                    |                                                    |                                                    |                                                    |                                              |                                              |                                                  |                                                  |                                                  |                                                  |                                                  |                                                  |                                                  |                                                  |                                                   |                                                   |                                                   |                                                   |                                                   |                                                   |                                           |                                           |                                                              |                                                              |                                                              |                                                              |                                                              |                                                              |                                                |                                                |                                                           |                                                           |                                                           |                                                           |                                                           |                                                           |                                             |                                             |                                               |                                               |                                               |                                               |                                               |                                               |                                         |                                         |                                         |                                         |
| I. Františka Johana z Thun-Hohensteinu 1852–1814 | I. Františka Johana z Thun-Hohensteinu 1852–1814 | I. Františka Johana z Thun-Hohensteinu 1852–1814 | I. Františka Johana z Thun-Hohensteinu 1852–1814 | I. Františka Johana z Thun-Hohensteinu 1852–1814 | I. Františka Johana z Thun-Hohensteinu 1852–1814 |  |  | Arnošt Karel z Waldstein-Wartenbergu 1849–1913 | Arnošt Karel z Waldstein-Wartenbergu 1849–1913 | Arnošt Karel z Waldstein-Wartenbergu 1849–1913 | Arnošt Karel z Waldstein-Wartenbergu 1849–1913 | Arnošt Karel z Waldstein-Wartenbergu 1849–1913     | Arnošt Karel z Waldstein-Wartenbergu 1849–1913     |                                                    |                                                    | II. Josefina z Rumerskirchu 1848–1901              | II. Josefina z Rumerskirchu 1848–1901              | II. Josefina z Rumerskirchu 1848–1901              | II. Josefina z Rumerskirchu 1848–1901              | II. Josefina z Rumerskirchu 1848–1901              | II. Josefina z Rumerskirchu 1848–1901              |                                              |                                              | Anna Eleonora z Waldstein-Wartenbergu 1853–1903  | Anna Eleonora z Waldstein-Wartenbergu 1853–1903  | Anna Eleonora z Waldstein-Wartenbergu 1853–1903  | Anna Eleonora z Waldstein-Wartenbergu 1853–1903  | Anna Eleonora z Waldstein-Wartenbergu 1853–1903  | Anna Eleonora z Waldstein-Wartenbergu 1853–1903  |                                                  |                                                  | 2. Adolf Arnošt z Waldstein-Wartenbergu 1868–1930 | 2. Adolf Arnošt z Waldstein-Wartenbergu 1868–1930 | 2. Adolf Arnošt z Waldstein-Wartenbergu 1868–1930 | 2. Adolf Arnošt z Waldstein-Wartenbergu 1868–1930 | 2. Adolf Arnošt z Waldstein-Wartenbergu 1868–1930 | 2. Adolf Arnošt z Waldstein-Wartenbergu 1868–1930 |                                           |                                           | 1. Sofie Hoyos 1874–1922                                     | 1. Sofie Hoyos 1874–1922                                     | 1. Sofie Hoyos 1874–1922                                     | 1. Sofie Hoyos 1874–1922                                     | 1. Sofie Hoyos 1874–1922                                     | 1. Sofie Hoyos 1874–1922                                     |                                                |                                                | 4. Christiane Elisabeth z Waldstein-Wartenbergu 1859–1935 | 4. Christiane Elisabeth z Waldstein-Wartenbergu 1859–1935 | 4. Christiane Elisabeth z Waldstein-Wartenbergu 1859–1935 | 4. Christiane Elisabeth z Waldstein-Wartenbergu 1859–1935 | 4. Christiane Elisabeth z Waldstein-Wartenbergu 1859–1935 | 4. Christiane Elisabeth z Waldstein-Wartenbergu 1859–1935 |                                             |                                             | Josef Osvald II. z Thun-Hohensteinu 1849–1913 | Josef Osvald II. z Thun-Hohensteinu 1849–1913 | Josef Osvald II. z Thun-Hohensteinu 1849–1913 | Josef Osvald II. z Thun-Hohensteinu 1849–1913 | Josef Osvald II. z Thun-Hohensteinu 1849–1913 | Josef Osvald II. z Thun-Hohensteinu 1849–1913 |                                         |                                         |                                         |                                         |
| I. Františka Johana z Thun-Hohensteinu 1852–1814 | I. Františka Johana z Thun-Hohensteinu 1852–1814 | I. Františka Johana z Thun-Hohensteinu 1852–1814 | I. Františka Johana z Thun-Hohensteinu 1852–1814 | I. Františka Johana z Thun-Hohensteinu 1852–1814 | I. Františka Johana z Thun-Hohensteinu 1852–1814 |  |  | Arnošt Karel z Waldstein-Wartenbergu 1849–1913 | Arnošt Karel z Waldstein-Wartenbergu 1849–1913 | Arnošt Karel z Waldstein-Wartenbergu 1849–1913 | Arnošt Karel z Waldstein-Wartenbergu 1849–1913 | Arnošt Karel z Waldstein-Wartenbergu 1849–1913     | Arnošt Karel z Waldstein-Wartenbergu 1849–1913     |                                                    |                                                    | II. Josefina z Rumerskirchu 1848–1901              | II. Josefina z Rumerskirchu 1848–1901              | II. Josefina z Rumerskirchu 1848–1901              | II. Josefina z Rumerskirchu 1848–1901              | II. Josefina z Rumerskirchu 1848–1901              | II. Josefina z Rumerskirchu 1848–1901              |                                              |                                              | Anna Eleonora z Waldstein-Wartenbergu 1853–1903  | Anna Eleonora z Waldstein-Wartenbergu 1853–1903  | Anna Eleonora z Waldstein-Wartenbergu 1853–1903  | Anna Eleonora z Waldstein-Wartenbergu 1853–1903  | Anna Eleonora z Waldstein-Wartenbergu 1853–1903  | Anna Eleonora z Waldstein-Wartenbergu 1853–1903  |                                                  |                                                  | 2. Adolf Arnošt z Waldstein-Wartenbergu 1868–1930 | 2. Adolf Arnošt z Waldstein-Wartenbergu 1868–1930 | 2. Adolf Arnošt z Waldstein-Wartenbergu 1868–1930 | 2. Adolf Arnošt z Waldstein-Wartenbergu 1868–1930 | 2. Adolf Arnošt z Waldstein-Wartenbergu 1868–1930 | 2. Adolf Arnošt z Waldstein-Wartenbergu 1868–1930 |                                           |                                           | 1. Sofie Hoyos 1874–1922                                     | 1. Sofie Hoyos 1874–1922                                     | 1. Sofie Hoyos 1874–1922                                     | 1. Sofie Hoyos 1874–1922                                     | 1. Sofie Hoyos 1874–1922                                     | 1. Sofie Hoyos 1874–1922                                     |                                                |                                                | 4. Christiane Elisabeth z Waldstein-Wartenbergu 1859–1935 | 4. Christiane Elisabeth z Waldstein-Wartenbergu 1859–1935 | 4. Christiane Elisabeth z Waldstein-Wartenbergu 1859–1935 | 4. Christiane Elisabeth z Waldstein-Wartenbergu 1859–1935 | 4. Christiane Elisabeth z Waldstein-Wartenbergu 1859–1935 | 4. Christiane Elisabeth z Waldstein-Wartenbergu 1859–1935 |                                             |                                             | Josef Osvald II. z Thun-Hohensteinu 1849–1913 | Josef Osvald II. z Thun-Hohensteinu 1849–1913 | Josef Osvald II. z Thun-Hohensteinu 1849–1913 | Josef Osvald II. z Thun-Hohensteinu 1849–1913 | Josef Osvald II. z Thun-Hohensteinu 1849–1913 | Josef Osvald II. z Thun-Hohensteinu 1849–1913 |                                         |                                         |                                         |                                         |
|                                                  |                                                  |                                                  |                                                  |                                                  |                                                  |  |  |                                                |                                                |                                                |                                                |                                                    |                                                    |                                                    |                                                    |                                                    |                                                    |                                                    |                                                    |                                                    |                                                    |                                              |                                              |                                                  |                                                  |                                                  |                                                  |                                                  |                                                  |                                                  |                                                  |                                                   |                                                   |                                                   |                                                   |                                                   |                                                   |                                           |                                           |                                                              |                                                              |                                                              |                                                              |                                                              |                                                              |                                                |                                                |                                                           |                                                           |                                                           |                                                           |                                                           |                                                           |                                             |                                             |                                               |                                               |                                               |                                               |                                               |                                               |                                         |                                         |                                         |                                         |
|                                                  |                                                  |                                                  |                                                  |                                                  |                                                  |  |  |                                                |                                                |                                                |                                                |                                                    |                                                    |                                                    |                                                    |                                                    |                                                    |                                                    |                                                    |                                                    |                                                    |                                              |                                              |                                                  |                                                  |                                                  |                                                  |                                                  |                                                  |                                                  |                                                  |                                                   |                                                   |                                                   |                                                   |                                                   |                                                   |                                           |                                           |                                                              |                                                              |                                                              |                                                              |                                                              |                                                              |                                                |                                                |                                                           |                                                           |                                                           |                                                           |                                                           |                                                           |                                             |                                             |                                               |                                               |                                               |                                               |                                               |                                               |                                         |                                         |                                         |                                         |
|                                                  |                                                  |                                                  |                                                  |                                                  |                                                  |  |  |                                                |                                                |                                                |                                                |                                                    |                                                    |                                                    |                                                    | III. Marie z Rumerskirchu 1852–1955                | III. Marie z Rumerskirchu 1852–1955                | III. Marie z Rumerskirchu 1852–1955                | III. Marie z Rumerskirchu 1852–1955                | III. Marie z Rumerskirchu 1852–1955                | III. Marie z Rumerskirchu 1852–1955                |                                              |                                              |                                                  |                                                  |                                                  |                                                  | Marie Karolina z Waldstein-Wartenbergu 1854–1934 | Marie Karolina z Waldstein-Wartenbergu 1854–1934 | Marie Karolina z Waldstein-Wartenbergu 1854–1934 | Marie Karolina z Waldstein-Wartenbergu 1854–1934 | Marie Karolina z Waldstein-Wartenbergu 1854–1934  | Marie Karolina z Waldstein-Wartenbergu 1854–1934  |                                                   |                                                   |                                                   |                                                   |                                           |                                           |                                                              |                                                              |                                                              |                                                              | Gabriela Ida z Waldstein-Wartenbergu 1857–1948               | Gabriela Ida z Waldstein-Wartenbergu 1857–1948               | Gabriela Ida z Waldstein-Wartenbergu 1857–1948 | Gabriela Ida z Waldstein-Wartenbergu 1857–1948 | Gabriela Ida z Waldstein-Wartenbergu 1857–1948            | Gabriela Ida z Waldstein-Wartenbergu 1857–1948            |                                                           |                                                           | Reinhard z Neippergu 1856–1919                            | Reinhard z Neippergu 1856–1919                            | Reinhard z Neippergu 1856–1919              | Reinhard z Neippergu 1856–1919              | Reinhard z Neippergu 1856–1919                | Reinhard z Neippergu 1856–1919                |                                               |                                               | Karel z Waldstein-Wartenbergu 1861–1884       | Karel z Waldstein-Wartenbergu 1861–1884       | Karel z Waldstein-Wartenbergu 1861–1884 | Karel z Waldstein-Wartenbergu 1861–1884 | Karel z Waldstein-Wartenbergu 1861–1884 | Karel z Waldstein-Wartenbergu 1861–1884 |
|                                                  |                                                  |                                                  |                                                  |                                                  |                                                  |  |  |                                                |                                                |                                                |                                                |                                                    |                                                    |                                                    |                                                    | III. Marie z Rumerskirchu 1852–1955                | III. Marie z Rumerskirchu 1852–1955                | III. Marie z Rumerskirchu 1852–1955                | III. Marie z Rumerskirchu 1852–1955                | III. Marie z Rumerskirchu 1852–1955                | III. Marie z Rumerskirchu 1852–1955                |                                              |                                              |                                                  |                                                  |                                                  |                                                  | Marie Karolina z Waldstein-Wartenbergu 1854–1934 | Marie Karolina z Waldstein-Wartenbergu 1854–1934 | Marie Karolina z Waldstein-Wartenbergu 1854–1934 | Marie Karolina z Waldstein-Wartenbergu 1854–1934 | Marie Karolina z Waldstein-Wartenbergu 1854–1934  | Marie Karolina z Waldstein-Wartenbergu 1854–1934  |                                                   |                                                   |                                                   |                                                   |                                           |                                           |                                                              |                                                              |                                                              |                                                              | Gabriela Ida z Waldstein-Wartenbergu 1857–1948               | Gabriela Ida z Waldstein-Wartenbergu 1857–1948               | Gabriela Ida z Waldstein-Wartenbergu 1857–1948 | Gabriela Ida z Waldstein-Wartenbergu 1857–1948 | Gabriela Ida z Waldstein-Wartenbergu 1857–1948            | Gabriela Ida z Waldstein-Wartenbergu 1857–1948            |                                                           |                                                           | Reinhard z Neippergu 1856–1919                            | Reinhard z Neippergu 1856–1919                            | Reinhard z Neippergu 1856–1919              | Reinhard z Neippergu 1856–1919              | Reinhard z Neippergu 1856–1919                | Reinhard z Neippergu 1856–1919                |                                               |                                               | Karel z Waldstein-Wartenbergu 1861–1884       | Karel z Waldstein-Wartenbergu 1861–1884       | Karel z Waldstein-Wartenbergu 1861–1884 | Karel z Waldstein-Wartenbergu 1861–1884 | Karel z Waldstein-Wartenbergu 1861–1884 | Karel z Waldstein-Wartenbergu 1861–1884 |
|                                                  |                                                  |                                                  |                                                  |                                                  |                                                  |  |  |                                                |                                                |                                                |                                                |                                                    |                                                    |                                                    |                                                    |                                                    |                                                    |                                                    |                                                    |                                                    |                                                    |                                              |                                              |                                                  |                                                  |                                                  |                                                  |                                                  |                                                  |                                                  |                                                  |                                                   |                                                   |                                                   |                                                   |                                                   |                                                   |                                           |                                           |                                                              |                                                              |                                                              |                                                              |                                                              |                                                              |                                                |                                                |                                                           |                                                           |                                                           |                                                           |                                                           |                                                           |                                             |                                             |                                               |                                               |                                               |                                               |                                               |                                               |                                         |                                         |                                         |                                         |
|                                                  |                                                  |                                                  |                                                  |                                                  |                                                  |  |  |                                                |                                                |                                                |                                                |                                                    |                                                    |                                                    |                                                    |                                                    |                                                    |                                                    |                                                    |                                                    |                                                    |                                              |                                              |                                                  |                                                  |                                                  |                                                  |                                                  |                                                  |                                                  |                                                  |                                                   |                                                   |                                                   |                                                   |                                                   |                                                   |                                           |                                           |                                                              |                                                              |                                                              |                                                              |                                                              |                                                              |                                                |                                                |                                                           |                                                           |                                                           |                                                           |                                                           |                                                           |                                             |                                             |                                               |                                               |                                               |                                               |                                               |                                               |                                         |                                         |                                         |                                         |
| Arnošt z Waldstein-Wartenbergu 1874–1875         | Arnošt z Waldstein-Wartenbergu 1874–1875         | Arnošt z Waldstein-Wartenbergu 1874–1875         | Arnošt z Waldstein-Wartenbergu 1874–1875         | Arnošt z Waldstein-Wartenbergu 1874–1875         | Arnošt z Waldstein-Wartenbergu 1874–1875         |  |  | Josefina z Waldstein-Wartenbergu 1877–1941     | Josefina z Waldstein-Wartenbergu 1877–1941     | Josefina z Waldstein-Wartenbergu 1877–1941     | Josefina z Waldstein-Wartenbergu 1877–1941     | Josefina z Waldstein-Wartenbergu 1877–1941         | Josefina z Waldstein-Wartenbergu 1877–1941         |                                                    |                                                    | Kunibert Raimund z Lamberg-Greifenfelsu 1886–1930  | Kunibert Raimund z Lamberg-Greifenfelsu 1886–1930  | Kunibert Raimund z Lamberg-Greifenfelsu 1886–1930  | Kunibert Raimund z Lamberg-Greifenfelsu 1886–1930  | Kunibert Raimund z Lamberg-Greifenfelsu 1886–1930  | Kunibert Raimund z Lamberg-Greifenfelsu 1886–1930  |                                              |                                              | dítě z Waldstein-Wartenbergu † den po porodu     | dítě z Waldstein-Wartenbergu † den po porodu     | dítě z Waldstein-Wartenbergu † den po porodu     | dítě z Waldstein-Wartenbergu † den po porodu     | dítě z Waldstein-Wartenbergu † den po porodu     | dítě z Waldstein-Wartenbergu † den po porodu     |                                                  |                                                  |                                                   |                                                   |                                                   |                                                   | Karl Ernst Waldstein-Wartenberg 1897–1985         | Karl Ernst Waldstein-Wartenberg 1897–1985         | Karl Ernst Waldstein-Wartenberg 1897–1985 | Karl Ernst Waldstein-Wartenberg 1897–1985 | Karl Ernst Waldstein-Wartenberg 1897–1985                    | Karl Ernst Waldstein-Wartenberg 1897–1985                    |                                                              |                                                              | Marie Johanna, roz. Kinská 1900–1976                         | Marie Johanna, roz. Kinská 1900–1976                         | Marie Johanna, roz. Kinská 1900–1976           | Marie Johanna, roz. Kinská 1900–1976           | Marie Johanna, roz. Kinská 1900–1976                      | Marie Johanna, roz. Kinská 1900–1976                      |                                                           |                                                           | Josef Alfred Waldstein-Wartenberg 1899–1952               | Josef Alfred Waldstein-Wartenberg 1899–1952               | Josef Alfred Waldstein-Wartenberg 1899–1952 | Josef Alfred Waldstein-Wartenberg 1899–1952 | Josef Alfred Waldstein-Wartenberg 1899–1952   | Josef Alfred Waldstein-Wartenberg 1899–1952   |                                               |                                               |                                               |                                               |                                         |                                         |                                         |                                         |
| Arnošt z Waldstein-Wartenbergu 1874–1875         | Arnošt z Waldstein-Wartenbergu 1874–1875         | Arnošt z Waldstein-Wartenbergu 1874–1875         | Arnošt z Waldstein-Wartenbergu 1874–1875         | Arnošt z Waldstein-Wartenbergu 1874–1875         | Arnošt z Waldstein-Wartenbergu 1874–1875         |  |  | Josefina z Waldstein-Wartenbergu 1877–1941     | Josefina z Waldstein-Wartenbergu 1877–1941     | Josefina z Waldstein-Wartenbergu 1877–1941     | Josefina z Waldstein-Wartenbergu 1877–1941     | Josefina z Waldstein-Wartenbergu 1877–1941         | Josefina z Waldstein-Wartenbergu 1877–1941         |                                                    |                                                    | Kunibert Raimund z Lamberg-Greifenfelsu 1886–1930  | Kunibert Raimund z Lamberg-Greifenfelsu 1886–1930  | Kunibert Raimund z Lamberg-Greifenfelsu 1886–1930  | Kunibert Raimund z Lamberg-Greifenfelsu 1886–1930  | Kunibert Raimund z Lamberg-Greifenfelsu 1886–1930  | Kunibert Raimund z Lamberg-Greifenfelsu 1886–1930  |                                              |                                              | dítě z Waldstein-Wartenbergu † den po porodu     | dítě z Waldstein-Wartenbergu † den po porodu     | dítě z Waldstein-Wartenbergu † den po porodu     | dítě z Waldstein-Wartenbergu † den po porodu     | dítě z Waldstein-Wartenbergu † den po porodu     | dítě z Waldstein-Wartenbergu † den po porodu     |                                                  |                                                  |                                                   |                                                   |                                                   |                                                   | Karl Ernst Waldstein-Wartenberg 1897–1985         | Karl Ernst Waldstein-Wartenberg 1897–1985         | Karl Ernst Waldstein-Wartenberg 1897–1985 | Karl Ernst Waldstein-Wartenberg 1897–1985 | Karl Ernst Waldstein-Wartenberg 1897–1985                    | Karl Ernst Waldstein-Wartenberg 1897–1985                    |                                                              |                                                              | Marie Johanna, roz. Kinská 1900–1976                         | Marie Johanna, roz. Kinská 1900–1976                         | Marie Johanna, roz. Kinská 1900–1976           | Marie Johanna, roz. Kinská 1900–1976           | Marie Johanna, roz. Kinská 1900–1976                      | Marie Johanna, roz. Kinská 1900–1976                      |                                                           |                                                           | Josef Alfred Waldstein-Wartenberg 1899–1952               | Josef Alfred Waldstein-Wartenberg 1899–1952               | Josef Alfred Waldstein-Wartenberg 1899–1952 | Josef Alfred Waldstein-Wartenberg 1899–1952 | Josef Alfred Waldstein-Wartenberg 1899–1952   | Josef Alfred Waldstein-Wartenberg 1899–1952   |                                               |                                               |                                               |                                               |                                         |                                         |                                         |                                         |
|                                                  |                                                  |                                                  |                                                  |                                                  |                                                  |  |  |                                                |                                                |                                                |                                                |                                                    |                                                    |                                                    |                                                    |                                                    |                                                    |                                                    |                                                    |                                                    |                                                    |                                              |                                              |                                                  |                                                  |                                                  |                                                  |                                                  |                                                  |                                                  |                                                  |                                                   |                                                   |                                                   |                                                   |                                                   |                                                   |                                           |                                           |                                                              |                                                              |                                                              |                                                              |                                                              |                                                              |                                                |                                                |                                                           |                                                           |                                                           |                                                           |                                                           |                                                           |                                             |                                             |                                               |                                               |                                               |                                               |                                               |                                               |                                         |                                         |                                         |                                         |
|                                                  |                                                  |                                                  |                                                  |                                                  |                                                  |  |  |                                                |                                                |                                                |                                                |                                                    |                                                    |                                                    |                                                    |                                                    |                                                    |                                                    |                                                    |                                                    |                                                    |                                              |                                              |                                                  |                                                  |                                                  |                                                  |                                                  |                                                  |                                                  |                                                  |                                                   |                                                   |                                                   |                                                   |                                                   |                                                   |                                           |                                           |                                                              |                                                              |                                                              |                                                              |                                                              |                                                              |                                                |                                                |                                                           |                                                           |                                                           |                                                           |                                                           |                                                           |                                             |                                             |                                               |                                               |                                               |                                               |                                               |                                               |                                         |                                         |                                         |                                         |
| Sophie, roz. Waldstein-Wartenbergová 1921–?      | Sophie, roz. Waldstein-Wartenbergová 1921–?      | Sophie, roz. Waldstein-Wartenbergová 1921–?      | Sophie, roz. Waldstein-Wartenbergová 1921–?      | Sophie, roz. Waldstein-Wartenbergová 1921–?      | Sophie, roz. Waldstein-Wartenbergová 1921–?      |  |  | Franz Karl Hartig 1921–2004                    | Franz Karl Hartig 1921–2004                    | Franz Karl Hartig 1921–2004                    | Franz Karl Hartig 1921–2004                    | Franz Karl Hartig 1921–2004                        | Franz Karl Hartig 1921–2004                        |                                                    |                                                    | Aglae, roz. Waldstein-Wartenbergová 1923–1996      | Aglae, roz. Waldstein-Wartenbergová 1923–1996      | Aglae, roz. Waldstein-Wartenbergová 1923–1996      | Aglae, roz. Waldstein-Wartenbergová 1923–1996      | Aglae, roz. Waldstein-Wartenbergová 1923–1996      | Aglae, roz. Waldstein-Wartenbergová 1923–1996      |                                              |                                              | Franz Joseph Seilern-Aspang 1914–2004            | Franz Joseph Seilern-Aspang 1914–2004            | Franz Joseph Seilern-Aspang 1914–2004            | Franz Joseph Seilern-Aspang 1914–2004            | Franz Joseph Seilern-Aspang 1914–2004            | Franz Joseph Seilern-Aspang 1914–2004            |                                                  |                                                  | 5. Ernst Adolf Waldstein-Wartenberg 1925–2019     | 5. Ernst Adolf Waldstein-Wartenberg 1925–2019     | 5. Ernst Adolf Waldstein-Wartenberg 1925–2019     | 5. Ernst Adolf Waldstein-Wartenberg 1925–2019     | 5. Ernst Adolf Waldstein-Wartenberg 1925–2019     | 5. Ernst Adolf Waldstein-Wartenberg 1925–2019     |                                           |                                           | 6. Maria Wilhelmine, roz. Henckel von Donnersmarck 1929–2022 | 6. Maria Wilhelmine, roz. Henckel von Donnersmarck 1929–2022 | 6. Maria Wilhelmine, roz. Henckel von Donnersmarck 1929–2022 | 6. Maria Wilhelmine, roz. Henckel von Donnersmarck 1929–2022 | 6. Maria Wilhelmine, roz. Henckel von Donnersmarck 1929–2022 | 6. Maria Wilhelmine, roz. Henckel von Donnersmarck 1929–2022 |                                                |                                                | Karl Albrecht – Angelus Waldstein-Wartenberg 1931–2023    | Karl Albrecht – Angelus Waldstein-Wartenberg 1931–2023    | Karl Albrecht – Angelus Waldstein-Wartenberg 1931–2023    | Karl Albrecht – Angelus Waldstein-Wartenberg 1931–2023    | Karl Albrecht – Angelus Waldstein-Wartenberg 1931–2023    | Karl Albrecht – Angelus Waldstein-Wartenberg 1931–2023    |                                             |                                             | 3. Franz Waldstein-Wartenberg */† 1934        | 3. Franz Waldstein-Wartenberg */† 1934        | 3. Franz Waldstein-Wartenberg */† 1934        | 3. Franz Waldstein-Wartenberg */† 1934        | 3. Franz Waldstein-Wartenberg */† 1934        | 3. Franz Waldstein-Wartenberg */† 1934        |                                         |                                         |                                         |                                         |
| Sophie, roz. Waldstein-Wartenbergová 1921–?      | Sophie, roz. Waldstein-Wartenbergová 1921–?      | Sophie, roz. Waldstein-Wartenbergová 1921–?      | Sophie, roz. Waldstein-Wartenbergová 1921–?      | Sophie, roz. Waldstein-Wartenbergová 1921–?      | Sophie, roz. Waldstein-Wartenbergová 1921–?      |  |  | Franz Karl Hartig 1921–2004                    | Franz Karl Hartig 1921–2004                    | Franz Karl Hartig 1921–2004                    | Franz Karl Hartig 1921–2004                    | Franz Karl Hartig 1921–2004                        | Franz Karl Hartig 1921–2004                        |                                                    |                                                    | Aglae, roz. Waldstein-Wartenbergová 1923–1996      | Aglae, roz. Waldstein-Wartenbergová 1923–1996      | Aglae, roz. Waldstein-Wartenbergová 1923–1996      | Aglae, roz. Waldstein-Wartenbergová 1923–1996      | Aglae, roz. Waldstein-Wartenbergová 1923–1996      | Aglae, roz. Waldstein-Wartenbergová 1923–1996      |                                              |                                              | Franz Joseph Seilern-Aspang 1914–2004            | Franz Joseph Seilern-Aspang 1914–2004            | Franz Joseph Seilern-Aspang 1914–2004            | Franz Joseph Seilern-Aspang 1914–2004            | Franz Joseph Seilern-Aspang 1914–2004            | Franz Joseph Seilern-Aspang 1914–2004            |                                                  |                                                  | 5. Ernst Adolf Waldstein-Wartenberg 1925–2019     | 5. Ernst Adolf Waldstein-Wartenberg 1925–2019     | 5. Ernst Adolf Waldstein-Wartenberg 1925–2019     | 5. Ernst Adolf Waldstein-Wartenberg 1925–2019     | 5. Ernst Adolf Waldstein-Wartenberg 1925–2019     | 5. Ernst Adolf Waldstein-Wartenberg 1925–2019     |                                           |                                           | 6. Maria Wilhelmine, roz. Henckel von Donnersmarck 1929–2022 | 6. Maria Wilhelmine, roz. Henckel von Donnersmarck 1929–2022 | 6. Maria Wilhelmine, roz. Henckel von Donnersmarck 1929–2022 | 6. Maria Wilhelmine, roz. Henckel von Donnersmarck 1929–2022 | 6. Maria Wilhelmine, roz. Henckel von Donnersmarck 1929–2022 | 6. Maria Wilhelmine, roz. Henckel von Donnersmarck 1929–2022 |                                                |                                                | Karl Albrecht – Angelus Waldstein-Wartenberg 1931–2023    | Karl Albrecht – Angelus Waldstein-Wartenberg 1931–2023    | Karl Albrecht – Angelus Waldstein-Wartenberg 1931–2023    | Karl Albrecht – Angelus Waldstein-Wartenberg 1931–2023    | Karl Albrecht – Angelus Waldstein-Wartenberg 1931–2023    | Karl Albrecht – Angelus Waldstein-Wartenberg 1931–2023    |                                             |                                             | 3. Franz Waldstein-Wartenberg */† 1934        | 3. Franz Waldstein-Wartenberg */† 1934        | 3. Franz Waldstein-Wartenberg */† 1934        | 3. Franz Waldstein-Wartenberg */† 1934        | 3. Franz Waldstein-Wartenberg */† 1934        | 3. Franz Waldstein-Wartenberg */† 1934        |                                         |                                         |                                         |                                         |
|                                                  |                                                  |                                                  |                                                  |                                                  |                                                  |  |  |                                                |                                                |                                                |                                                |                                                    |                                                    |                                                    |                                                    |                                                    |                                                    |                                                    |                                                    |                                                    |                                                    |                                              |                                              |                                                  |                                                  |                                                  |                                                  |                                                  |                                                  |                                                  |                                                  |                                                   |                                                   |                                                   |                                                   |                                                   |                                                   |                                           |                                           |                                                              |                                                              |                                                              |                                                              |                                                              |                                                              |                                                |                                                |                                                           |                                                           |                                                           |                                                           |                                                           |                                                           |                                             |                                             |                                               |                                               |                                               |                                               |                                               |                                               |                                         |                                         |                                         |                                         |
|                                                  |                                                  |                                                  |                                                  |                                                  |                                                  |  |  |                                                |                                                |                                                |                                                |                                                    |                                                    |                                                    |                                                    |                                                    |                                                    |                                                    |                                                    |                                                    |                                                    |                                              |                                              |                                                  |                                                  |                                                  |                                                  |                                                  |                                                  |                                                  |                                                  |                                                   |                                                   |                                                   |                                                   |                                                   |                                                   |                                           |                                           |                                                              |                                                              |                                                              |                                                              |                                                              |                                                              |                                                |                                                |                                                           |                                                           |                                                           |                                                           |                                                           |                                                           |                                             |                                             |                                               |                                               |                                               |                                               |                                               |                                               |                                         |                                         |                                         |                                         |
|                                                  |                                                  |                                                  |                                                  |                                                  |                                                  |  |  |                                                |                                                |                                                |                                                |                                                    |                                                    |                                                    |                                                    |                                                    |                                                    |                                                    |                                                    |                                                    |                                                    |                                              |                                              | Maria Theresia Waldstein-Wartenbergová 1957–1967 | Maria Theresia Waldstein-Wartenbergová 1957–1967 | Maria Theresia Waldstein-Wartenbergová 1957–1967 | Maria Theresia Waldstein-Wartenbergová 1957–1967 | Maria Theresia Waldstein-Wartenbergová 1957–1967 | Maria Theresia Waldstein-Wartenbergová 1957–1967 |                                                  |                                                  |                                                   |                                                   |                                                   |                                                   | Carl Albrecht Waldstein-Wartenberg * 1958         | Carl Albrecht Waldstein-Wartenberg * 1958         | Carl Albrecht Waldstein-Wartenberg * 1958 | Carl Albrecht Waldstein-Wartenberg * 1958 | Carl Albrecht Waldstein-Wartenberg * 1958                    | Carl Albrecht Waldstein-Wartenberg * 1958                    |                                                              |                                                              | Angelika Auer * 1957                                         | Angelika Auer * 1957                                         | Angelika Auer * 1957                           | Angelika Auer * 1957                           | Angelika Auer * 1957                                      | Angelika Auer * 1957                                      |                                                           |                                                           |                                                           |                                                           |                                             |                                             | Lazarus Waldstein-Wartenberg * 1960           | Lazarus Waldstein-Wartenberg * 1960           | Lazarus Waldstein-Wartenberg * 1960           | Lazarus Waldstein-Wartenberg * 1960           | Lazarus Waldstein-Wartenberg * 1960           | Lazarus Waldstein-Wartenberg * 1960           |                                         |                                         |                                         |                                         |
|                                                  |                                                  |                                                  |                                                  |                                                  |                                                  |  |  |                                                |                                                |                                                |                                                |                                                    |                                                    |                                                    |                                                    |                                                    |                                                    |                                                    |                                                    |                                                    |                                                    |                                              |                                              | Maria Theresia Waldstein-Wartenbergová 1957–1967 | Maria Theresia Waldstein-Wartenbergová 1957–1967 | Maria Theresia Waldstein-Wartenbergová 1957–1967 | Maria Theresia Waldstein-Wartenbergová 1957–1967 | Maria Theresia Waldstein-Wartenbergová 1957–1967 | Maria Theresia Waldstein-Wartenbergová 1957–1967 |                                                  |                                                  |                                                   |                                                   |                                                   |                                                   | Carl Albrecht Waldstein-Wartenberg * 1958         | Carl Albrecht Waldstein-Wartenberg * 1958         | Carl Albrecht Waldstein-Wartenberg * 1958 | Carl Albrecht Waldstein-Wartenberg * 1958 | Carl Albrecht Waldstein-Wartenberg * 1958                    | Carl Albrecht Waldstein-Wartenberg * 1958                    |                                                              |                                                              | Angelika Auer * 1957                                         | Angelika Auer * 1957                                         | Angelika Auer * 1957                           | Angelika Auer * 1957                           | Angelika Auer * 1957                                      | Angelika Auer * 1957                                      |                                                           |                                                           |                                                           |                                                           |                                             |                                             | Lazarus Waldstein-Wartenberg * 1960           | Lazarus Waldstein-Wartenberg * 1960           | Lazarus Waldstein-Wartenberg * 1960           | Lazarus Waldstein-Wartenberg * 1960           | Lazarus Waldstein-Wartenberg * 1960           | Lazarus Waldstein-Wartenberg * 1960           |                                         |                                         |                                         |                                         |